# المديرية العامة للشؤون البحرية والثروة السمكية وتربية الأحياء المائية
المديرية العامة للشؤون البحرية ومصايد الأسماك وتربية الأحياء المائية (DGAMPA) (بالفرنسية: La direction générale des affaires maritimes, de la pêche et de l'aguaculture ) هي وكالة تنفيذية فرنسية تم إنشاؤها في عام 2022. وهي تتبع لوزارة الدولة لشؤون البحار ووزارة الزراعة والسيادة الغذائية . تم دمج المديرية العامة للشئون البحرية المديريتين الرئيسيتين اللتين تتعاملان مع القطاع البحري على المستوى المركزي للحكومة، وهما مديرية الشؤون البحرية (DAM) ومديرية مصايد الأسماك البحرية وتربية الأحياء المائية (DPMA)، ولكن أيضًا موظفي قيادات الموانئ الحكومية. تم تعيين إريك بانيل أول مدير عام للشؤون البحرية ومصايد الأسماك وتربية الأحياء المائية من قبل مجلس الوزراء .

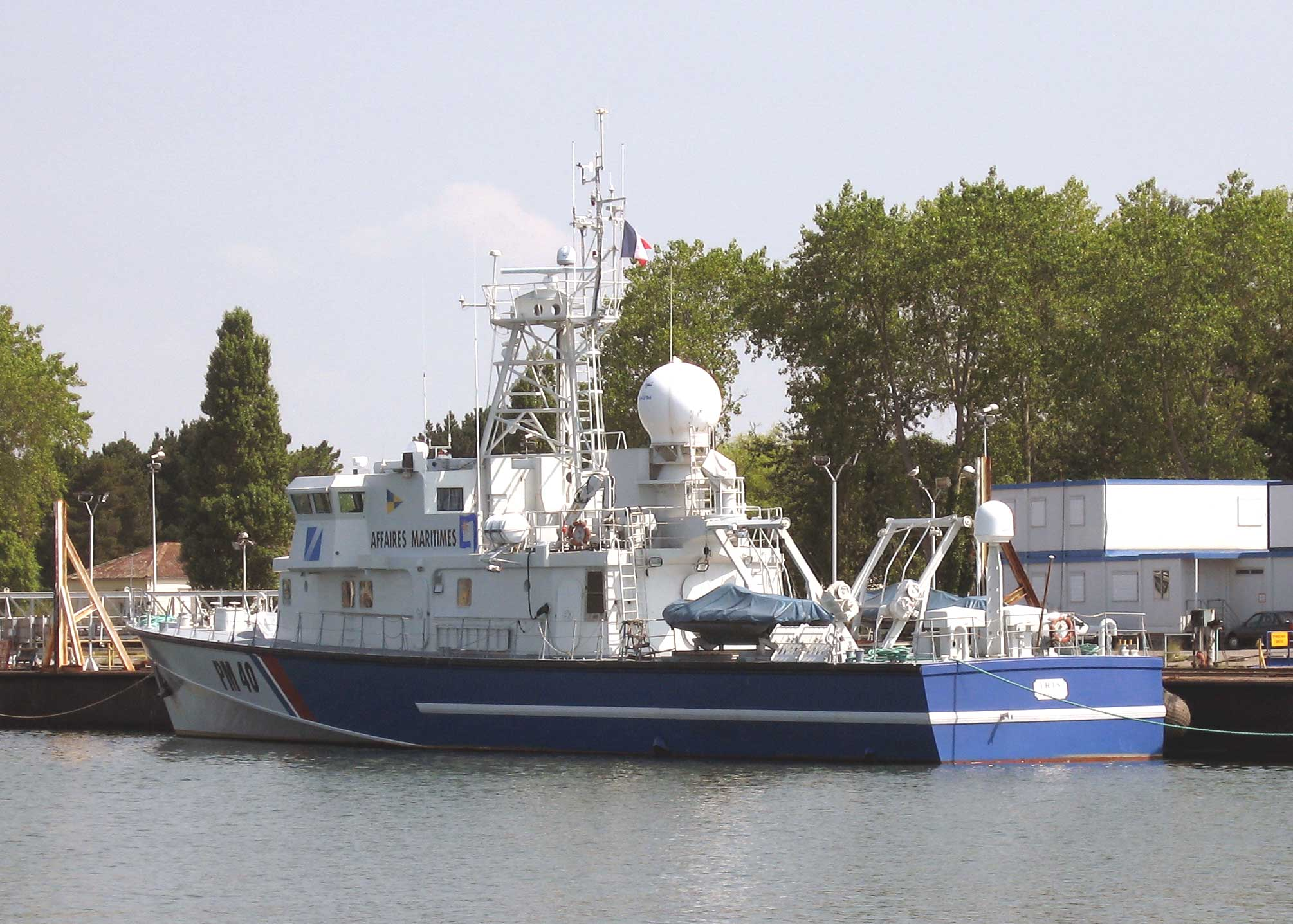
قارب الدورية إيريس

## أنظر أيضاً
- المفتشية العامة للشؤون البحرية
- خدمة خفر السواحل التابعة للجمارك الفرنسية
- الدرك البحري
- الشركة الوطنية للحماية في البحر